# Haliclona simplex
Haliclona simplex är en svampdjursart som först beskrevs av Voldemar Czerniavsky 1880.  Haliclona simplex ingår i släktet Haliclona och familjen Chalinidae.

## Underarter
Arten delas in i följande underarter:
- H. s. caucasica
- H. s. taurica